# Gilbert John Arrow
Gilbert John Arrow (Londres, 20 de dezembro de 1873 — 5 de outubro de 1948) foi um entomologista britânico.

## Obras
- Fauna of British India series

Lamellicornia 1. Cetoniinae and Dynastinae (1910)
Lamellicornia 2. Rutelinae, Desmonycinae, Euchirinae (1917)
Clavicornia : Erotylidae, Languriidae & Endomychidae (1925)
Lamellicornia 3. Coprinae (1931)
- Sound-production in the lamellicorn beetles. Transactions of the Entomological Society of London (1904)
- On the characters and relationships of the less-known groups of Lamellicorn Coleoptera, with descriptions of new species of Hybosorinae, etc. Transactions of the Entomological Society of London 57: 479-507.(1909)
- Scarabaeidae: Pachypodinae, Pleocominae, Aclopinae, Glaphyrinae, Ochodaeinae, Orphninae, Idiostominae, Hybosorinae, Dynamopinae, Acanthocerinae, Troginae. Coleopterorum Catalogus pars 43, W. Junk, Berlin. 66 pp.(1912)
- A nomenclatural note (Coleopt.) Proceedings of the Entomological Society of London (B) 9(1): 16. (1940).